# Mark Kosick
Mark Kosick (* 25. März 1979 in Victoria, British Columbia) ist ein deutsch-kanadischer Eishockeyspieler, der zuletzt für den SC Riessersee in der DEL2 spielte.

## Karriere
Kosick spielte in während seiner Collegezeit für die University of Michigan im Spielbetrieb der NCAA und wurde schließlich beim NHL Entry Draft 1998 in der achten Runde an 211. Position von den Carolina Hurricanes ausgewählt, für die er jedoch in der Folgezeit kein Spiel bestritt.
Stattdessen wechselte der Center zur Saison 2002/03 zu den Eisbären Berlin in die Deutsche Eishockey Liga, für die er jedoch in 52 Spielen lediglich zwei Tore erzielte und daraufhin wieder nach Nordamerika zurückkehrte, wo er mit den Wheeling Nailers in der ECHL auflief. Zwei Spielzeiten später kam der Linksschütze zurück in die DEL, wo er sich in der Saison 2005/06 den Kassel Huskies anschloss, für diese jedoch lediglich 16 Spiele absolvierte.
Zur darauf folgenden Saison 2005/06 unterschrieb Kosick einen Vertrag bei den Grizzly Adams Wolfsburg aus die 2. Bundesliga, mit denen er zwei Jahre später in die DEL aufstieg. Während seiner erneuten Spielzeit in der DEL wechselte der Angreifer jedoch wieder zurück in die zweite Liga zu seinem ehemaligen Arbeitgeber Kassel Huskies und schaffte im gleichen Jahr den Gewinn der Zweitligameisterschaft und den damit verbundenen sportlichen Wiederaufstieg in die DEL.
Kosicks Vertrag bei den „Huskies“ wurde im Januar 2009 jedoch aufgelöst, da Kassel seinem Wunsch gerecht wurde, zum Herner EV zu wechseln. Dort spielte er bis zum Ende der Spielzeit und wechselte für die Saison 2010/11 in die 2. Bundesliga zu den Eispiraten Crimmitschau. Eine Saison später unterschrieb Kosick einen Vertrag beim Ligakonkurrenten REV Bremerhaven. Zur Saison 2014/15 unterzeichnete er einen Vertrag beim ebenfalls in der DEL2 spielenden SC Riessersee.

## Karrierestatistik
(Legende zur Spielerstatistik: Sp oder GP = absolvierte Spiele; T oder G = erzielte Tore; V oder A = erzielte Assists; Pkt oder Pts = erzielte Scorerpunkte; SM oder PIM = erhaltene Strafminuten; +/− = Plus/Minus-Bilanz; PP = erzielte Überzahltore; SH = erzielte Unterzahltore; GW = erzielte Siegtore; 1 Play-downs/Relegation; Kursiv: Statistik nicht vollständig)